# 张如屏
张如屏（1909年—1983年8月6日），名保德，又名如萍、俊德，曾化名李梦白、祝英，男，安徽长丰人，中国近代政治人物。曾任湖北省政协副主席。

## 生平
1907年（一说1909年）生于安徽省长丰县杨庙镇（原寿县杨庙乡）。张如屏幼时曾读私塾，1924年加入淮北青年社。1926年考入黄埔军校第六期，同年11月加入中国共产党。次年被捕，1929年出狱。此后，历任中国工农红军第一军三师108团党代表，六霍地区赤卫师党代表，合肥、寿县两中心县委联络员，正阳关特委书记，红军皖北游击大队政委，皖西北特委组织部长，皖西北游击师政委等职。抗日战争爆发后，赴延安抗日军政大学学习。次年回到安徽，任中共安徽省工委组织部长兼统战部长。1939年再赴延安马列学院学习。此年起，先后担任中央军委总政治部组织部干部科长、晋绥军分区武委会副主任、吉黑军区政治部组织部长、合江省军区政治部主任、中共合江省委秘书长兼社会部长等。1949年奉命组织南下，到江西后出任中共江西省委委员兼袁州地委书记、军分区政委。
中华人民共和国成立后，张如屏曾先后担任中南军政委员会人事部第一副部长、中南行政委员会民政局长。1954年起出任武汉水利电力学院院长、党委书记。1958年当选中共湖北省委委员。文化大革命期间，张如屏遭到迫害。文革结束后，他当选第四届湖北省政协副主席，1981年又增选为第五届全国政协常委。
1983年8月6日去世，终年74岁。